# Small Victories (Stargate SG-1)
Small Victories (Pequeñas Victorias) es el primer episodio de la cuarta temporada de la serie de televisión de ciencia ficción Stargate SG-1, y el sexagésimo séptimo capítulo de toda la serie. Corresponde a la Parte 2 de 2 episodios, siendo precedido por "Nemesis".

## Trama
El SG-1 regresa al SGC, confiados de que los Replicadores en la Nave de Thor han sido destruidos, pero pronto conocen que un submarino nuclear ruso fue secuestrado por criaturas parecidas a arañas. 
Mientras el equipo se prepara para salir, Thor llega por el Portal y pide la ayuda del SG-1. La guerra contra los replicantes va muy mal. Están a punto de invadir el hogar de los Asgard. Puesto que sus anteriores tácticas para combatirlos han resultado inútiles, los Asgard creen ahora que una mente menos lista puede idear una mejor forma de detenerlos, por lo que Carter se ofrece para ir, mientras O'Neill, Daniel y Teal'c se encargan del asunto del submarino.
Ya en la base de operaciones del puerto, el SG-1 decide infiltrarse dentro de la nave para intentar idear una manera de destruir a los Replicadores antes de que estos tomen el control total del submarino. Los Replicantes comienzan a atacar, y fuerzan al equipo a escapar. Hieren a Teal'c y por lo menos matan a un miembro del equipo explorador. Mientras tanto, en el mundo Asgard, Carter ve una nave Asgard incompleta, llamada el O'Neill, diseñado para luchar contra los Replicadores, pero esta no es todavía un arma efectiva para derrotarlos.
Después de estudiar las grabaciones de vídeo y las muestras de replicantes extraídas de la herida de Teal'c, Daniel deduce que están hechos de los mismos materiales que los objetos que consumen, y puesto que casi todos de los replicantes fueron creados dentro del submarino, el contacto con el agua les provocará un corto circuito, destruyéndolos. El problema estaría en que al menos uno de los replicantes es el sobreviviente de la nave de Thor, y estaría compuesto de materiales resistentes al agua de mar, así que el equipo debe ir nuevamente dentro del submarino y asegurarse de que este replicante quede destruido antes de hundir el submarino.
En la Galaxia Ida, en tanto, a Carter se le ocurre un plan muy atrevido. Debido a que los Replicantes son sienten atraídos por nuevas tecnologías, ella sugiere usar al O'Neill como señuelo para llevar a los replicantes al hiperespacio y eliminarlos, destruyendo al mismo O'Neill. A pesar de las dudas de Thor, el plan se realiza. Los replicantes pican en el cebo y son eliminados. Thor dice que, por ahora, el hogar de los Asgard es seguro, pero que los replicantes no serán engañados dos veces, y que volverán finalmente.
Por otro lado, en la Tierra, O'Neill y Teal'c entran en el submarino, encuentran al replicante primigenio y lo destruyen, pero cuando intentan escaparse, los demás replicantes los acorralan. Al mismo tiempo, estos toman el completo control del submarino y lo dirigen a mar abierto. O'Neill pide que destruyan del submarino de todas formas, pero antes de que esto ocurra Thor los teletransporta a su nave, salvándolos. La amenaza replicante ha sido detenida de momento.

## Producción
De acuerdo a Joseph Mallozzi este episodio ha tenido las mejores tomas descartadas. En una, Thor da vuelta la cámara y pide un mokachino. Si se traduce lo que los rusos al principio del episodio están diciendo, se averigua que la conversación va algo así como: ¿Que fue ese ruido? Tal vez el bicho del último episodio.

## Artistas invitados
- Colin Cunningham como el Mayor Davis.
- Gary Jones como Walter Harriman.
- Teryl Rothery como la Dra. Fraiser.
- Dan Shea como el Sargento Siler.
- Yurij Kis como Yuri.
- Dmitry Chepovetsky como Boris.
- Michael Shanks como Thor (Voz).